# Bill Black
William Patton Black Jr. (17 de septiembre de 1926 – 21 de octubre de 1965) fue un músico estadounidense de rock and roll, reconocido por haber sido el bajista de la banda de Elvis Presley. Años después formó su propia agrupación, Bill Black's Combo. Falleció a causa de un tumor cerebral el 21 de octubre de 1965, a los 39 años.

## Discografía

### Bill Black's Combo
| Año  | Título                            | Posición en las listas |
| Año  | Título                            | EE. UU. 200            |
| ---- | --------------------------------- | ---------------------- |
| 1959 | Saxy Jazz                         | 37                     |
| 1960 | Solid and Raunchy                 | 23                     |
| 1960 | Let's Twist Her                   | 35                     |
| 1962 | The Untouchable Sound             | 47                     |
| 1963 | Big Black Combo Goes West         | 139                    |
| 1964 | Big Black Combo Goes Big Band     | 139                    |
| 1964 | Plays Tunes by Chuck Berry        | 143                    |
| 1965 | Mr. Beat                          | 143                    |
| 1965 | More Solid & Raunchy              | 143                    |
| 1967 | Bill Black's Greatest Hits        | 195                    |
| 1967 | Bill Black's Beat Goes On         |                        |
| 1969 | Solid and Raunchy 3rd             | 168                    |
| 1970 | Raindrops Keep Fallin on My Head  | —                      |
| 1975 | World's Greatest Honky-Tonk BandA | —                      |